# Жасказах
Жасказа́х (каз. Жасқазақ) — станційне селище у складі Аксуського району Жетисуської області Казахстану. Входить до складу  Матайського сільського округу.
Населення — 7 осіб (2021; 31 у 2009, 47 у 1999, 20 у 1989).